# داني بلوم
داني بلوم من (مواليد 7 يناير 1991 في فرانكنثال) هو لاعب ألماني وهو حالياً يلعب في نادي نورنبرغ في الدوري الألماني. وأعلن إسلامه.

## إسلامه
في عام 2014 أعلن داني بلوم، لاعب نادي نورنبرغ، إسلامه وتحوله من المسيحية إلى الإسلام، بعدما توجه لزيارة أحد المساجد في وقت سابق، وفقا لما أعلنه اللاعب صاحب الـ24 عاما خلال حوار مع صحيفة "بيلد" الألمانية. وقال بلوم لقد كنت خائفا في البداية من هذا القرار، لكني بعد ذلك تشجعت وأخبرت والدي بإشهار إسلامي. وأضاف شعرت بأن الإسلام يعطيني القوة ويمنحني الأمل، والصلاة تهدئ روحي، قمت مؤخرا بزيارة أحد المساجد وشعرت بخفقان قلبي، وأردت أن أعرف المزيد عن هذا الدين".

## روابط خارجية
- داني بلوم على موقع قاعدة بيانات كرة القدم.إي يو (الإنجليزية)
- داني بلوم على موقع بيانات كرة القدم. دي إي (الألمانية)
- داني بلوم على موقع Soccerway.com (الإنجليزية)
- داني بلوم على موقع عالم كرة القدم.نت (الإنجليزية)
- داني بلوم على موقع AS.com (الإسبانية)